# Shorea longisperma
Shorea longisperma är en tvåhjärtbladig växtart som beskrevs av William Roxburgh. Shorea longisperma ingår i släktet Shorea och familjen Dipterocarpaceae. Inga underarter finns listade i Catalogue of Life.